# ドーハの悲劇
ドーハの悲劇（ドーハのひげき, 英語: Agony of Doha or Tragedy of Doha）は、1993年10月28日 にカタールの首都・ドーハのアル・アリ競技場で行われたサッカーの国際試合、日本代表対イラク代表戦の日本における通称。

## 概要
1994年開催のFIFA ワールドカップ・アメリカ大会への出場国を決めるアジア地区最終予選において、日本は第4戦終了時点で勝ち点・勝率において「予選グループ1位」となり、初のワールドカップ本戦出場に王手をかけていた。
しかし、最終第5節イラク戦において、試合終了間際まで2-1でリードしていながら、ロスタイム残り数秒でコーナーキックで同点ゴールを入れられた。その結果、韓国に勝ち点で並ばれ得失点差で敗れて、「予選グループ3位」となり予選敗退となった。
1991年11月に創立、1993年5月に開始したJリーグにより、社会的なサッカーブームで多くのファンや国民が注目した試合であり、わずかあと数秒で1位通過という熱狂のピークから一転して、念願であった日本サッカー初のワールドカップ本戦出場が目前で消え去ったことから、マスコミ各社でも大きく取り扱われた。
また、日本とは対照的に、日本の予選敗退によって得失点差で本選出場を決めた韓国では、ドーハの奇跡（ドーハのきせき, 朝鮮語: 도하의 기적, 英語: Miracle of Doha）と呼ばれ、こちらも韓国では大きな話題となった。
なお、日本がワールドカップ本戦の初出場を決めたのは、ドーハの悲劇から4年後のFIFA ワールドカップ・フランス大会のアジア最終予選である。1997年11月16日、アジア第3代表決定戦をイラン代表と戦い、勝利を収めた試合は「ジョホールバルの歓喜」と呼称された。

## 最終予選の経過
アジア地区最終予選は、ドーハでの集中開催方式にて行われた。1次予選A〜F組を1位通過した6か国が総当たりのリーグ戦で対戦し、上位2か国がワールドカップの出場権を得ることになっていた。日本は1次予選F組で7勝1分けとし、UAEを抑えて最終予選へ進出した。一方のイラクは2次予選A組で6勝1分1敗で勝点13、中国を勝点1差で抑えて進出した。
日本は初戦のサウジアラビア戦を0-0で分け、第2戦のイラン戦を1-2で落としこの時点では6か国中最下位に転落。オフト監督はイラン戦を契機にスタメンの入れ替えを敢行。
累積警告により出場停止となった高木琢也に変えてイラン戦終了間際にゴールを決めた中山雅史に。ディフェンスの立て直しを図るため三浦泰年からCBが本職の勝矢寿延を左SBに。不調の福田正博に変わりベテランの長谷川健太にスタメンを入れ替え迎えた第3戦は、北朝鮮に3-0で快勝した。
第4戦ではそれまでW杯と五輪のアジア予選で一度も勝利がなかった韓国と対戦し、三浦知良のゴールで1-0で勝利し、この時点で韓国に代わり首位に立った。守備は6チーム中最少失点（4試合中3試合を完封）、スーパーサブからスタメンに起用された中山雅史が攻撃を活性化するなど、攻守のバランスは上向いていた。
一方のイラクは初戦の北朝鮮戦で2点を先取しながら退場者を出し、2-3で逆転負けを喫すると、試合後にイラクサッカー協会は監督を更迭。1980年代に2度五輪チームを率いたアモ・ババを監督に招いて迎えた第2戦の韓国戦は86分に追いつき2-2で引き分け。第3戦でイラン戦に2-1で勝利すると、第4戦ではサウジアラビアに1-1で引き分けた。6チーム中最多の7得点を挙げながら、失点も7失点という出入りの激しいサッカーをしていた。
最終戦となる第5戦を残した第4戦終了時点の順位・対戦表は以下のとおり。
| 順 | チーム                 | 試 | 勝 | 分 | 敗 | 得 | 失 | 差 | 点 |  | 日本 | サウジアラビア | 大韓民国 | イラク | イラン | 朝鮮民主主義人民共和国 |
| -- | ---------------------- | -- | -- | -- | -- | -- | -- | -- | -- |  | ---- | -------------- | -------- | ------ | ------ | ---------------------- |
| 1  | 日本                   | 4  | 2  | 1  | 1  | 5  | 2  | +3 | 5  |  |      | 0–0            | 1–0      |        | 1–2    | 3–0                    |
| 2  | サウジアラビア         | 4  | 1  | 3  | 0  | 4  | 3  | +1 | 5  |  | 0–0  |                | 1–1      | 1–1    |        | 2–1                    |
|    |                        |    |    |    |    |    |    |    |    |  |      |                |          |        |        |                        |
| 3  | 韓国                   | 4  | 1  | 2  | 1  | 6  | 4  | +2 | 4  |  | 0–1  | 1–1            |          | 2–2    | 3–0    |                        |
| 4  | イラク                 | 4  | 1  | 2  | 1  | 7  | 7  | 0  | 4  |  |      | 1–1            | 2–2      |        | 2–1    | 2–3                    |
| 5  | イラン                 | 4  | 2  | 0  | 2  | 5  | 7  | −2 | 4  |  | 2–1  |                | 0–3      | 1–2    |        | 2–1                    |
| 6  | 朝鮮民主主義人民共和国 | 4  | 1  | 0  | 3  | 5  | 9  | −4 | 2  |  | 0–3  | 1–2            |          | 3–2    | 1–2    |                        |

- 当時の勝点は勝利2、引き分け1、敗戦0。勝点が同じ場合、得失点差、総得点、当該国間の対戦結果の順で順位を決した。

この段階で日本とサウジアラビアが出場圏内の1、2位に位置していたとはいえ、すでに敗退が確定していた北朝鮮を除く5位までの5か国のいずれにも最終戦の結果次第で本大会出場・敗退の可能性が残されていた。また、日本とサウジアラビアは引き分け以上が、韓国・イラク・イランは勝利が、本大会出場の最低条件であり、どのチームにとっても予断を許さない状況で迎えた最終戦となった。
同日・同時刻キックオフで行われた最終戦（第5戦）3試合の組み合わせは
- 日本 － イラク
- サウジアラビア － イラン
- 韓国 － 北朝鮮

となっていた。各試合の結果による勝点等の成績をまとめると下表のようになる。
| 日本 － イラク             | 日本           | 日本           | 日本           | イラク | イラク | イラク |
| 日本 － イラク             | 勝点           | 得失差         | 得点           | 勝点   | 得失差 | 得点   |
| -------------------------- | -------------- | -------------- | -------------- | ------ | ------ | ------ |
| 日本が勝った場合           | 7              | +4以上         | 6以上          | 4      | -1以下 | 7以上  |
| 引き分けの場合             | 6              | +3             | 5以上          | 5      | 0      | 7以上  |
| イラクが勝った場合         | 5              | +2以下         | 5以上          | 6      | +1以上 | 8以上  |
| サウジアラビア － イラン   | サウジアラビア | サウジアラビア | サウジアラビア | イラン | イラン | イラン |
| サウジアラビア － イラン   | 勝点           | 得失差         | 得点           | 勝点   | 得失差 | 得点   |
| サウジアラビアが勝った場合 | 7              | +2以上         | 5以上          | 4      | -3以下 | 5以上  |
| 引き分けの場合             | 6              | +1             | 4以上          | 5      | -2     | 5以上  |
| イランが勝った場合         | 5              | 0以下          | 4以上          | 6      | -1以上 | 6以上  |
| 韓国 － 北朝鮮             | 韓国           | 韓国           | 韓国           | 北朝鮮 | 北朝鮮 | 北朝鮮 |
| 韓国 － 北朝鮮             | 勝点           | 得失差         | 総得点         | 勝点   | 得失差 | 総得点 |
| 韓国が勝った場合           | 6              | +3以上         | 7以上          | 2      | -5以下 | 5以上  |
| 引き分けの場合             | 5              | +2             | 6以上          | 3      | -4     | 5以上  |
| 北朝鮮が勝った場合         | 4              | +1以下         | 6以上          | 4      | -3以上 | 6以上  |

| 本大会出場（勝点7） | 最終予選敗退（勝点5以下） |

### 日本の本大会出場条件
日本は最終戦の結果が以下のいずれかの場合で本大会出場を確定させることができた。
① 勝った場合
② 日本が引き分け、サウジアラビア対イランが引き分けだった場合
③ 日本が引き分け、イランが4点差以下でサウジアラビアに勝った場合
④ 日本が引き分け、韓国が1点差で勝利または引き分け以下だった場合

### 日本が敗退するケース
逆に、以下の場合日本の予選敗退が確定する状況にあった。

① 敗けた場合
② 日本が引き分け、韓国が2点差以上もしくは日本と同得点以上で勝利し、サウジアラビアが勝利
③ 日本が引き分け、韓国が2点差以上もしくは日本と同得点以上で勝利し、イランが４点差以上で勝利

### 他国の本大会出場条件
サウジアラビア（対イラン）
① 勝った場合
② 引き分けで、かつ韓国が引き分け以下だった場合
※敗けた場合予選敗退が無条件確定
韓国（対北朝鮮）
※引き分け以下は無条件敗退
勝利し、かつ以下のいずれかの場合
① イラクが日本に勝ち、得失点差で韓国がイラクを上まった場合
② 2点差以上で北朝鮮に勝利で、かつ日本対イラクが引き分け
③ サウジアラビアとイランが引き分けだった場合
④ イランが3点差以下で勝った場合
イラク（対日本）
※引き分け以下は無条件敗退
勝利し、かつ以下のいずれかの場合
① サウジアラビアとイランが3対3以下で引き分け
② サウジアラビアとイランが4対4以上の引き分けでかつ、イラクが2点差以上で勝利
③ サウジアラビアとイランが4対4以上の引き分けでかつ、イラクが1点差でかつ総得点でサウジアラビアを上まって勝利する
④ イランが1点差で勝利
⑤ イランが2点差以上で勝利し、かつイラクが得失点差でイランを上まって日本に勝利する
⑥ 韓国が引き分け以下だった場合
⑦ 韓国が勝利し、かつ韓国の点差より3点以上上回ってイラクが日本に勝利
イラン（対サウジアラビア）
※引き分け以下は無条件敗退
勝利し、かつ以下のいずれかの場合
① イラクが日本に勝利し、イラクの点差より3点差以上上まってイランが勝利
② 日本とイラクが引き分け、イランが5点差以上で勝利
③ 韓国が引き分け以下だった場合
④ 韓国が勝利し、イランが韓国の点差より5点差以上上まって勝利
第4戦終了時点において首位の日本は、勝てば他会場の試合結果にかかわらず出場決定となり、引き分けでもサウジアラビアと韓国のいずれかが引き分け以下で、且つイランが勝っても4点差以内、あるいはどちらも勝った場合であっても、韓国が北朝鮮に1点差で勝利した場合（即ち得失点差で日本と同数となる場合）には、日本の総得点が韓国と同数以上であれば日本が出場権を得られるという、かなり有利な条件で日本は最終戦に臨んだ。
一方、イラクは日本戦での勝利がまず必要となり、加えてサウジアラビア－イラン戦が引き分けかイランの2点差以内勝利（3点差以上の場合は得失点・総得点でイランとの争い）または韓国が北朝鮮に対し引き分けか敗れた場合には、1986年メキシコ大会に続く2度目のW杯本大会出場が実現する状況だった。
韓国は第4戦の日本開始前まで首位を走っていたものの、イラク戦・サウジアラビア戦ともリードしながら試合終了間際に同点ゴールを与え、勝ち点2をとりこぼしていた。残る相手は予選で敗北経験がない日本と最終戦で戦う最下位の北朝鮮だったが、日本戦で敗北を喫したために3位に転落し、自力出場の可能性が消滅。最終戦で勝利しても日本とサウジアラビアが共に勝利した場合は本大会出場ができない状況にあった。

## 第5戦（最終戦）

### 試合経過
第4戦までは全試合がハリーファ国際スタジアムで行われてきたが、最終戦は3試合同時進行のため、日本-イラク戦はアル・アリ競技場で開催された。観客席はイラクのサポーターが多数を占めたが、遠来の日本サポーターも懸命に声援を送った。
両国の過去の対戦成績は日本の1引き分け3敗で、ロサンゼルス五輪アジア・オセアニア地区最終予選（1984年4月21日 日本 1-2 イラク）以来9年半ぶりの対戦となる。第4戦からイラクは中3日、日本は中2日を挟んで最終戦に臨む。
日本は、北朝鮮戦・韓国戦で成功した4-3-3システムを継続。前線には三浦知良・中山雅史・長谷川健太が変則3トップ気味に並ぶ。中盤のボランチのポジションには、韓国戦で活躍した北澤豪に替わり、出場停止明けの森保一が戻った。イラクは出場停止処分が重なり、主力数名を欠いた布陣で臨んだ。
前半戦
試合は開始5分に中山のポストプレーから長谷川がシュートを放ち、クロスバーに弾かれバウンドした所を三浦知良がヘディングで押し込み、日本が早々と先制する。その後は勝利でしか望みをつなげないイラクが同点を狙い、日本が堅守からカウンターを仕掛ける展開となり、前半は1-0のまま終了した。
他会場の前半は『サウジアラビア 2-1 イラン』『韓国 0-0 北朝鮮』で、このスコアのままだと日本とサウジアラビアが勝ち抜けとなる。
後半戦
後半に入るとイラクのサイド攻撃が活発になり、49分にはオムラム・サルマンがヘディングシュートでネットを揺らしたがオフサイド。しかし55分にアーメド・ラディがセンタリングをゴールへ流しこみ、1-1の同点に追いついた。日本は特に中盤の運動量が落ちてセカンドボール回収がままならなくなり、以降イラクが更にボール支配率を高めて攻勢を強めていく。他会場ではサウジアラビアと韓国が得点を重ねており、日本は劣勢下で勝ち越すことができなければ予選敗退となる。
イラクは何度か決定的なチャンスを掴むが得点には結びつかず、64分には日本のDFとGKをドリブルで抜いたカディム・ジェブルが無人のゴールにシュートするも外す。逆に日本は69分にラモス瑠偉のスルーパスをオフサイドポジションぎりぎりから中山が右角にシュートを決めて、2-1と勝ち越しに成功した。イラクはその後も攻め続け、40分には右サイドを突破しシュート気味のクロスボールを上げるが、GK松永成立がなんとか右手で弾くと、堀池巧も飛び込みながらなんとかクリアし、逆サイドにいたイラクの選手にボールを渡さず、失点を与えない。
一方他会場では先に『サウジアラビア 4-3 イラン』『韓国 3-0 北朝鮮』で試合終了。特に韓国が3点差で勝利したため、日本は出場権獲得には勝利するしかなくなった。
ロスタイム
その後、イラクの運動量も落ちたことで、膠着状態のまま日本の勝利の時が近づく。89分50秒、ラモスのパスをカットしたイラクは自陣からカウンターアタックを仕掛け、日本の左サイド（バックスタンド側）からコーナーキックのチャンスを得た。このキック前に90分を経過してロスタイムに突入。
ここでキッカーのライス・フセイン＝シハーブはゴール前に直接センタリングを送らず、素早くショートコーナーを開始。意表を突かれた日本は三浦知良が対応するが、ハラフ・ムフシンに振り切られセンタリングを上げられる。これをニアポスト側にいたオムラム・サルマンがヘディングシュート。ボールは、見上げるGK松永成立の頭上を放物線を描いて越えゴールに吸い込まれ、同点となった（90分17秒）。
イラクの同点ゴールが決まった瞬間、控えを含めた日本代表選手の多くが愕然としてその場に倒れ込んだ。その後、日本はキックオフからすぐ前線へロングパスを出すも、ボールがそのままタッチラインを割ったところで主審の セルジュ・ムーメンターラー（スイス）の笛が鳴らされ、2-2の引き分けで試合終了となった。
試合終了後
終了後、ピッチ上の日本代表選手の多くは、かなり長時間にわたってその場にへたり込んだまま動けず、控え選手やスタッフに声をかけられ、夢遊病者のようによろよろと立ち上がるという状態だった。
キャプテンの柱谷哲二は両手で顔を覆って号泣し、ハンス・オフト監督と清雲栄純コーチに支えられながらピッチを後にした。左サイドバックの勝矢寿延は、これまで惨敗でのワールドカップ地区予選敗退のイメージがあったため、引き分けという結果で予選敗退という状況が呑み込めておらず、他の選手がピッチにへたりこむ様子を見て不思議に思ったという。
最終順位は下表の通りとなり、サウジアラビアと韓国が本大会への出場権を獲得。得失点差で韓国に及ばず3位に転落した日本は出場権を逃した。「日本リード」を聞かされていた韓国の選手達は勝利後もうつむいていたが、「日本同点、試合終了」の結果を知ると一転して歓喜に包まれた。
|  |

| 韓国 | 3 – 0 | 北朝鮮 |
|      |       |        |

|  |

|  |

| サウジアラビア | 4 – 3 | イラン |
|                |       |        |

|  |

|  |

| 日本 | 2 – 2 | イラク |
|      |       |        |

|  |

|  |

| 韓国 | 3 – 0 | 北朝鮮 |
|      |       |        |

|  |

|  |

| サウジアラビア | 4 – 3 | イラン |
|                |       |        |

|  |

|  |

| 日本 | 2 – 2 | イラク |
|      |       |        |

|  |

| 順位 | チーム                 | 勝点 | 勝 | 分 | 負 | 得失差 | 総得点 |
| ---- | ---------------------- | ---- | -- | -- | -- | ------ | ------ |
| 1    | サウジアラビア         | 7    | 2  | 3  | 0  | +2     | 8      |
| 2    | 韓国                   | 6    | 2  | 2  | 1  | +5     | 9      |
| 3    | 日本                   | 6    | 2  | 2  | 1  | +3     | 7      |
| 4    | イラク                 | 5    | 1  | 3  | 1  | 0      | 9      |
| 5    | イラン                 | 4    | 2  | 0  | 3  | -3     | 8      |
| 6    | 朝鮮民主主義人民共和国 | 2    | 1  | 0  | 4  | -7     | 5      |

| チーム                 | サウジアラビアの旗 | 大韓民国の旗 | 日本の旗 | イラクの旗 | イランの旗 | 朝鮮民主主義人民共和国の旗 |
| ---------------------- | ------------------ | ------------ | -------- | ---------- | ---------- | -------------------------- |
| サウジアラビア         | X                  | 1-1          | 0-0      | 1-1        | 4-3        | 2-1                        |
| 韓国                   | 1-1                | X            | 0-1      | 2-2        | 3-0        | 3-0                        |
| 日本                   | 0-0                | 1-0          | X        | 2-2        | 1-2        | 3-0                        |
| イラク                 | 1-1                | 2-2          | 2-2      | X          | 2-1        | 2-3                        |
| イラン                 | 3-4                | 0-3          | 2-1      | 1-2        | X          | 2-1                        |
| 朝鮮民主主義人民共和国 | 1-2                | 0-3          | 0-3      | 3-2        | 1-2        | X                          |

| 本大会出場（2位以上） | 最終予選敗退（3位以下） |

- 当時の勝点は勝利2、引き分け1、敗戦0。勝点が同じ場合、得失点差、総得点、当該国間の対戦結果の順で順位を決した。

### 試合結果
| 日本                         | 2 - 2    | イラク                        |
| ---------------------------- | -------- | ----------------------------- |
| 三浦知良 5分 · 中山雅史 69分 | レポート | ラディ 55分 · オムラム 90+1分 |

| 日本 | イラク |

| GK             | 1  | 松永成立   | 84分 |      |
| DF             | 3  | 勝矢寿延   | 10分 |      |
| DF             | 4  | 堀池巧     |      |      |
| DF             | 5  | 柱谷哲二   |      |      |
| DF             | 7  | 井原正巳   |      |      |
| MF             | 10 | ラモス瑠偉 |      |      |
| MF             | 15 | 吉田光範   |      |      |
| MF             | 17 | 森保一     |      |      |
| FW             | 11 | 三浦知良   |      |      |
| FW             | 12 | 長谷川健太 |      | 59分 |
| FW             | 16 | 中山雅史   |      | 81分 |
| 控え           |    |            |      |      |
| MF             | 8  | 福田正博   |      | 59分 |
| FW             | 9  | 武田修宏   |      | 81分 |
| 監督           |    |            |      |      |
| ハンス・オフト |    |            |      |      |

| GK               | 21 | サリム・サード             |      |      |
| DF               | 2  | カディム・ハッサン         |      |      |
| DF               | 3  | ハミード・ベンヤミン       | 80分 |      |
| DF               | 4  | ラディ・シュナイシェル     | 23分 |      |
| DF               | 14 | アリ・フセイン＝カディム   |      |      |
| MF               | 12 | ジャシム・ジャベル         |      | 46分 |
| MF               | 17 | ライス・フセイン＝シハーブ |      |      |
| MF               | 18 | ハラフ・ムフシン           |      |      |
| MF               | 22 | ラウフ・ハミード           |      | 71分 |
| FW               | 8  | アーメド・ラディ           |      |      |
| FW               | 9  | カディム・ジェブル         |      |      |
| 控え             |    |                            |      |      |
| DF               | 5  | ジャバル・ハヌーン         |      | 71分 |
| FW               | 16 | オムラム・サルマン         |      | 46分 |
| 監督             |    |                            |      |      |
| エマヌエル・ババ |    |                            |      |      |

### 登録メンバー
選手の所属クラブ名は当時のもの。「」はキャプテン。
| ゴールキーパー   | ゴールキーパー | ゴールキーパー     |
| ---------------- | -------------- | ------------------ |
| 1                | 松永成立       | 横浜マリノス       |
| 19               | 前川和也       | サンフレッチェ広島 |
| ディフェンダー   |                |                    |
| 2                | 大嶽直人       | 横浜フリューゲルス |
| 3                | 勝矢寿延       | 横浜マリノス       |
| 4                | 堀池巧         | 清水エスパルス     |
| 5                | 柱谷哲二       | ヴェルディ川崎     |
| 6                | 都並敏史       | ヴェルディ川崎     |
| 7                | 井原正巳       | 横浜マリノス       |
| 21               | 三浦泰年       | 清水エスパルス     |
| 22               | 大野俊三       | 鹿島アントラーズ   |
| ミッドフィルダー |                |                    |
| 8                | 福田正博       | 浦和レッズ         |
| 10               | ラモス瑠偉     | ヴェルディ川崎     |
| 14               | 北澤豪         | ヴェルディ川崎     |
| 15               | 吉田光範       | ジュビロ磐田       |
| 17               | 森保一         | サンフレッチェ広島 |
| 18               | 澤登正朗       | 清水エスパルス     |
| フォワード       |                |                    |
| 9                | 武田修宏       | ヴェルディ川崎     |
| 11               | 三浦知良       | ヴェルディ川崎     |
| 12               | 長谷川健太     | 清水エスパルス     |
| 13               | 黒崎比差支     | 鹿島アントラーズ   |
| 16               | 中山雅史       | ジュビロ磐田       |
| 20               | 高木琢也       | サンフレッチェ広島 |
| 監督             | 監督           | ハンス・オフト     |
| コーチ           | コーチ         | 清雲栄純           |
| GKコーチ         | GKコーチ       | ディド・ハーフナー |

### 放送
日本では、テレビ東京およびNHK BS1がテレビ中継を、ニッポン放送がラジオ中継を行った。
テレビ東京の放送では、現地実況を久保田光彦アナウンサー、解説を前田秀樹が務めた。東京のスタジオでは金子勝彦が司会を務め、ゲストとして釜本邦茂（当時：ガンバ大阪監督）、森孝慈（当時：浦和レッズ監督）、当時の日本代表主将・柱谷哲二の実兄である柱谷幸一（当時：浦和レッズ選手）がいた。ロスタイムの同点ゴール時には久保田が「決まった!」と叫んだあと久保田、前田ともに一言も発せず、日本の制作スタッフは放送事故かと慌てたという。沈黙が30秒近く続いたあと、ようやく久保田が「仕方ないですね」と発した。試合終了後、スタジオに画面が戻ってきても、金子、釜本、森、柱谷の四者とも呆然として何も言うことができず、特に柱谷は放送中にもかかわらず頭を抱え込み泣いていた。森はロスタイムの同点劇について「これがサッカーなんですよ」とコメントし、金子は「サッカーの世界では、天国と地獄を見て初めて本当のサポーターになれる」との言葉を紹介した。柱谷は、金子から「お辛いでしょうけど」と促され、絞り出すように「1カ月、辛かっただろうけど、胸を張って帰ってこい」と弟の哲二ら選手にメッセージを送った。番組の視聴率は日本時間の深夜帯にもかかわらず、同局史上最高の48.1%を記録した。
NHK BS1の放送では実況を山本浩アナウンサー、解説を田中孝司が務めた。スタジオでは友田幸岐が司会を務め、解説は岡田武史と田嶋幸三が担当した。試合終了後、岡田は言葉を詰まらせ、友田は「サッカーの怖さが出ました。何もこの試合じゃなくても良かったんじゃないかと…」とコメントした。岡田はこの4年後、1998年フランスワールドカップ最終予選中に急遽日本代表監督を引き継ぎ、ワールドカップ初出場を決めることになる（ジョホールバルの歓喜）。
ニッポン放送のラジオ中継は、実況が師岡正雄アナウンサー、解説は小谷泰介が務めた。イラクの2点目（同点ゴール）の直後に、小谷が「何ということだ……」とコメントしている。フジテレビでドーハの悲劇の映像が流れる際にはこのニッポン放送の実況音声が使われた。

### エピソード
- ロスタイムに突入する頃、日本サッカー協会の川淵三郎強化委員長は「（Jリーグ開幕に続いて）こんなにすべてが上手くいっていいのかな」と思っていたが[10]、イラクの同点ゴールが決まった時には「ああ、やっぱりな。神様はそうさせるはずはないって、本当にそう思った」という[10]。川淵は、この試合がテレビ放映で高視聴率を記録したというだけでなく、国民感情の振幅も大きく日本国民にサッカーの面白さを強烈に印象付けることとなり、オリンピックをも上回る最大のスポーツイベントであるFIFAワールドカップの人気を日本に定着させることになったと評価した[11]。
- 最終予選のベストイレブンに、参加6か国では最多となる松永、柱谷、ラモス、三浦知の4名が選ばれており、表彰式に参加するよう日本サッカー協会に要請が来ていたが、当時オフト監督の通訳を担当していた日本サッカー協会強化委員会の鈴木徳昭総務担当が柱谷に確認したところ、みんなの判断で行けないとのことだったため、鈴木総務担当と川淵強化委員長、小倉純二だけで出席することとなった。鈴木総務担当は、「それはそれでそのときのどうしようもない判断だったけど、本来は結果にかかわらず、どんな悲惨なことがあったとしても、行かせなければいけなかったのかもしれない、とあの後すぐに思った」と回顧している[8]。また鈴木は、FIFA関係者のドイツ人から「これがサッカーだよ」という言葉を投げかけられ「こういう経験を私たちサッカー界はあと100年の間に何十回も経験しないと、本当の意味で世界を知ることは、世界と伍することはできないんだなと思いました」と語っている[8]。
- 川淵は日本への帰国便に乗る前、「明日から我々に厳しい批判の声が飛んでくるけれど、それを受け止めて、前へと進んでいこう」と声をかけた[12]。しかし、選手達を乗せたチャーター便が成田国際空港に到着すると、数百人のファンから温かく出迎えられた[13]。多くのマスコミやファンは、ワールドカップ出場を直前で逃したにもかかわらず、この結果を好意的に受け止めた。しかし、こういった反応はワールドカップ出場をギリギリで逃した選手たちにとって複雑なものだったという[13]。松永は、「日本はサッカー先進国に向かっている途中だからこうなんだ。これがドイツやブラジル、スペインだったらこういう歓迎のされ方はしないんだろうな。これから代表を背負って戦っていく選手たちに対して、ここでブーイングされるときこそが本当の日本のサッカーのスタートなんだな」と感じたという[8]。また実際に現場で取材したベテラン記者の中には、こうした国内の反応を苦々しく思う者もいたらしい[13]。
- 試合終了の数時間後に発行された読売新聞10月29日付朝刊では、すでに解説文中で「ドーハの悲劇」という言葉が使われていた[14]。現地で取材した読売新聞記者は、1986年のUEFAチャンピオンズカップ決勝で優勝候補のFCバルセロナがステアウア・ブカレストにPK戦で敗れた「セビリアの悲劇」を思い浮かべながら記事を書いたという[14]。その日以降、ほかの新聞や雑誌でも「ドーハの悲劇」というフレーズが用いられた。
- 韓国の選手は本戦出場決定に大喜びし、試合後にホテルで祝勝パーティーを行った。しかし、部屋に戻りテレビで日本の選手・サポーターが泣く映像を見ると、誰もが声を失ったという[15]。なお、日本と韓国はドーハの同じホテルに泊まっており、サンフレッチェ広島に所属していた盧廷潤の好意で焼肉とキムチをお裾分けしてもらったこともあった[16]。
- この試合の結果、自力での本大会出場の可能性がなかった韓国が本大会出場を決めたため、韓国国内では「ドーハの奇跡（도하의 기적）」と呼ばれている。その後、大韓サッカー協会は同点ゴールを決めたオムラムを韓国に招待して国賓級の待遇をもてなし、韓国のテレビ番組でも英雄扱いされた。協会国際部の部屋には、オムラムのサインボールが飾られた[17]。なお、2006年アジア競技大会カタール大会の野球競技で、大会3連覇を目指した韓国代表がチャイニーズタイペイと日本代表に連敗したショックを、韓国では「ドーハの悲劇」と表現することがある[14]。
- 日本のフジテレビもオムラムらイラク代表選手数名を日本に招待し、ニュース番組でドーハの悲劇の感想を聞いたり、バラエティ番組「明石家さんまのスポーツするぞ!大放送」で芸能人らとのリベンジマッチを行わせたりもした（1994年4月8日放送分）。

## 分析

### オフト采配
日本サッカー協会強化委員会は同年11月5日に定例会議を開き、「修羅場での経験不足」を理由に翌1994年5月まで契約が残っていたハンス・オフト監督の解任を決定した。10日に川淵三郎強化委員長とオフト監督との間で会談が開かれ、翌11日に退任が正式発表された。
サッカー専門誌では、オフト監督の作り上げた組織的サッカーが、この予選中でアジアトップレベルのサッカーを披露したとし、その功績を認めながらも、オフト監督自身の指導力の限界を指摘した。
- オフトは1992年3月に代表監督に就任すると、前任の横山謙三監督時代の選手を継続起用しながら、「スモールフィールド」「アイコンタクト」「トライアングル」などの規律を浸透させ、同年8月のダイナスティカップと同年10月のアジアカップで初優勝するなど短期間でチーム力を向上させた。しかし、ワールドカップ・アジア1次予選（1993年5月）まで1年しかない状況でレギュラーをほぼ固定してチームを強化したため、新戦力の導入は進まなかった。1993年1月のカールスバーグカップ（香港）に参加した日本選抜チームの若手や、開幕したJリーグで好調な選手をサブメンバーに補強してみたものの、主力選手の故障・不調が重なると選手層の薄さが深刻な問題になった。
  - 特に左サイドバック (SB) の都並敏史が左足を亀裂骨折した影響は大きく、左サイドで三浦知・ラモス・都並のヴェルディトリオが絡みながら、都並の攻撃参加を引き出すという武器が失われた。オフト監督と清雲コーチは70試合のスカウティングを重ねたが、都並の代役になりうる攻守のバランスがとれたバックアップは見つからなかった[18]。悩んだオフト監督は「街で『あなたサッカーやってませんか?左サイドバック、できませんか?』と聞いて回りたいくらいだ」と清雲コーチに真顔で話したという[19]。スペイン合宿でのレアル・ベティスとの練習試合では江尻篤彦をテストするも満足できず、最終予選の壮行試合を兼ねたアジア・アフリカ選手権（10月4日）ではボランチの三浦泰年を左SBに起用し[注 21]、一応の目途がついたと思われたが、最終予選第2戦でイランに三浦泰のいる左サイドを執拗に狙われ、第3戦以降はセンターバック（もしくは右SB）が本職の勝矢を左SBにコンバートした。勝矢は北朝鮮のキーマンであるキム・グァンミンを完封するなど守備面で貢献したが[20]、攻撃面とのバランスは解決しなかった。
- イラク戦の後半、日本は中盤の運動量が落ちてボールを回収できず、ディフェンスラインが下がりっぱなしになりイラクの波状攻撃を浴びる状態だった。ピッチ上の選手は中盤のカンフル剤となる北澤豪の投入を望んでおり[5]、ラモスはベンチに向かって「キタザワー」とリクエストしていた[21]。しかし、オフト監督は韓国戦と同じく「長谷川→福田正博」「中山→武田修宏」という前線2人の交代を行い[注 22]、結果的に劣勢を挽回する事が出来なかった。清雲コーチは「中盤の選手を入れると、イラクのディフェンダーが上がってきてプレッシャーがきつくなる。それが嫌だったんです」と交代策の意図を説明する[23]。北澤は後に「やはり（あの交代は）間違いだったと思う」と述べている[5]。柱谷は「武田が悪いわけじゃないけど、この時、初めてオフトが自分たちの考えとズレた采配をした」と述べている[24]。

### チームの内情
- オフトジャパン人気との相乗効果で、同年5月のJリーグ開幕は社会現象的な注目を集め、選手たちは期待と関心に応えるため、アマチュア時代とは全く異なるプレッシャーの中でプレーしていた。さらに、延長・PK戦[注 23] にもつれることもある試合が週2回ペースで続き、厳しいスケジュールでコンディションを崩す選手が続出した。北澤と都並（前述）は足を疲労骨折し、柱谷は風邪が治りきらないまま出場し続けたためウイルス感染で肝機能を低下させ8月上旬から入院した[25]。福田は所属する浦和レッズの成績低迷で自信を失っていた[26]。代表のキャンプは野戦病院のようで、オフトはそこで鍛える事よりも、コンディションを普通の状態に回復させることに苦労していた[27]。最終予選1カ月前のスペイン合宿は戦術の最終チェックを行う目的だったが、レギュラーに怪我や病気が相次ぎ、この時期にメンバーの再選考をしなければならないという誤算が生じた[28]。合宿中、チーム状態が上向かないことに苛立ったラモスが「ああ、つまんねえ!帰りたいよ、日本に」と癇癪を起したこともあった[29]。
- イラン戦の敗戦で崖っぷちに立たされた日本は、オフト監督の「3WIN（残り3試合を全勝する）」というメッセージで気持ちを切り替え、活気を取り戻した[30]。北朝鮮戦で圧勝し、次の韓国戦では三浦知の先制点を守り切って勝利し、最下位から一転首位に躍り出た。都並によると、本当はあと1つ勝たなければならないにもかかわらず宿敵韓国に勝利した事で日本の選手達の間ではワールドカップ行きが決まったような雰囲気が生まれ、ラモスが選手たちに「まだ終わっていない」としつこく言っていた[31]。
- イラク戦のハーフタイム中、ロッカールームに引き上げてきた選手たちは、オフト監督が3度も「Shut Up（黙れ）!」と怒鳴らなければならない程[32] の興奮状態にあり、オフト監督の戦術説明を聞かず勝手に修正点を話し合っていた。清雲コーチによれば「選手たちの会話がどこで起こっているのかわからない異様な状況」で、「そんな混乱が続く中でオフトが『U.S.A. 45min』とホワイトボード上の模造紙に書いて説明しようとしたら、後半のブザーが鳴ってしまった」という[8]。
- 後半ロスタイム突入間際、日本はカウンターから敵陣深くへ侵入したが、途中出場の武田はボールをキープせず、味方が詰め切れていないゴール前へセンタリングを上げた[33]。そのルーズボールを回収したラモスも、最終ラインの裏へ浮き球のスルーパスを通そうとしてカットされた[33]。そこからイラクの同点ゴールにつながるカウンターが始まった。オフト監督は後に「ゲームの作り方（組織戦術）は教えたが、ゲームの壊し方（試合を逃げ切る方法）は教えることが出来なかった」と語っている[17]。また、吉田光範によれば、前の韓国戦も1-0でリードした残り10分間の内容が不安定で、オフト監督は「キープ・ザ・ボール!」と声を嗄らして叫んでいたという[34]。

### イラクの健闘
- 最終予選の対戦国ではサウジアラビアと韓国が難敵になると予想されていたが、オフト監督はイラクを「危険なチーム」として一番マークしていた[26]。井原は「試合が始まってみて、こいつら、まだこんなに走れるのかよと驚いた」[35]、堀池は「運動量もテクニックもあるモダンなサッカーに走らされて、身体も心も追いつめられていった」と述べている[36]。イラクの選手は後半ロスタイムに同点とすると、センターサークルにボールを戻して日本のキックオフを待ち、最後まで勝利を目指す姿勢を見せた。
- イラク選手はオリンピック委員長のウダイ・サッダーム・フセイン（サダム・フセイン大統領の長男）から日常的に拷問を受けており、「日本に負けたら鞭打ちの刑に処す」と脅されていたという[37]。ハーフタイム時にもウダイはロッカールームに現れ、選手達に「お前たち、分かっているだろうな」と敗戦後の拷問をほのめかし選手に発破を掛けた結果、後半は打って変わって激しいフィジカルコンタクトを仕掛けるようになった。この時のイラク選手たちの豹変ぶりをラモス瑠偉は「前後半でまるで違うチームになった」と述懐している。結果的に本大会出場を逃したため選手達は公約通り鞭打ちの刑に遭ったとも、あるいは日本と引き分けたことで鞭打ちの回数が半分になったとも執行は免れたとも言われているが、真相は不明。
- イラクは最終予選を通して不利な判定を受けており、イラクが湾岸戦争の「敵国」アメリカで開催されるW杯へ出場することを阻止する配慮があったのではないかとまことしやかに囁かれた[38]。日本戦では出場停止中だった主力選手2名が復帰するはずだったが、試合当日朝にペナルティーの延長が決まった[38]。ラモスは主審の笛が日本寄りな雰囲気を感じ取り、オフサイドかどうか微妙な場面ではそのまま流すことも想定していた[39]。69分の勝ち越しゴールの場面では、中山がオフサイドポジションである事を認識しながらもスルーパスを出した[40]。ゴールシーンをベンチ正面から見ていた都並は「こりゃオフサイドだ、これ、くれるか」と呟いたという[41]。
- ロスタイムに入り主審がいつ試合終了の笛を吹くか分からない状況では[注 24]、コーナーキックを直接ゴール前へ蹴るのが常識だった[42]。イラクの選手がコーナーにボールをセットする間、柱谷はゴール前の人数と配置を確認して、これなら大丈夫と思ったという[42]。しかし、日本選手の予想を裏切り、イラクのライス・フセイン＝シハーブはショートコーナーを選択した。松永は「もしゴールが逆だったら、イラクは電光掲示板を見ていたはず。そうしたら、イラクはショートコーナーなんて絶対やらなかったと思う。あいつらはロスタイムだってことを知らなかったんだ」と述べている[43]。同年12月22日放送のNHKクローズアップ現代「空白の17秒 〜日本がW杯にもっとも近づいた日〜[44]」でフセイン＝シハーブはインタビューに答え、「試合に夢中で、時計を見る余裕がなかったので、時間が残っているのかいないのか分かりませんでした」と語った[45]。
- 柱谷哲二はのちに最後のコーナーキックの守備について、「マークについていなかった。ゴール前に密集していればクリアできるものだと思った」と語った[46][要出典]。
- イラクがコーナーキックを始める前、ラモスがレフェリーにポルトガル語で「アカボウ（これで終わり）?」と尋ねると、「スィ（イエス）」と答えたという[47]。ラモスはコーナーキックを蹴った時点で試合終了になると思ったが、イラクがショートコーナーを繋いでも終了の笛は鳴らなかった。のちに、川淵が主審になぜ前半はロスタイムを取らなかったのに後半は取ったのかと尋ねると、後半途中にイラクの観客がピッチへ投げ込んだコカ・コーラの空き缶[注 25] を拾って副審へ渡しに行った時間を加えたと教えられた[48]。
- イラク代表は最終予選を通じて全チーム中1位の得点数を叩き出していた。また日本戦までの星どりは1勝2分け1敗だったが、ワールドカップ本戦出場国の韓国・サウジアラビアを苦しめた上での2分け、唯一の黒星となった北朝鮮戦も後半途中退場者を出すまで2-0でリードしており、日本戦においても主力を多く欠く中での引き分けであった。ラモスも最終予選を振り返った時に強かったチームはとインタビューで聞かれると「間違いなく韓国とイラク。イラクは特にサッカーをよく知っているなと思った」と述懐している。

### その他
- アジア最終予選に関しては、イラク戦の結果のみがクローズアップされがちだが、それまでの経過に敗退の原因があるという意見もある。
  - 中山は快勝した北朝鮮戦・韓国戦でも決定的なチャンスが2・3本あり、そこで決めていれば得失点差で大きなアドバンテージになっていたはず、と語っている[49]。
  - 柱谷は「W杯に行けなかったのはイラク戦の引き分けよりもイラン戦の負けが要因だったと思う」「固定メンバーで熟成されていた半面、イランに分析され対応されたときに変化を出せなかった」と語っている[50]。
  - 解説者のセルジオ越後は「時間を稼ぐべきところで稼がなかった」と指摘し、「あの1試合だけじゃなくて、最終予選を通じて取るべきところで取らなかったり、そういうチャンスロストはたくさんあった」とチーム全体の経験不足を指摘している[51]。
- 最終予選はセントラル方式（中立地開催）だったが、中東の地で開催された点で日本はアウェイの立場だった。福田は「東アジアの2か国に勝ったけど、中東の3か国には勝てていない。ホームとアウェイはそれくらい違うということを、改めて理解すべきだと思う」と述べている[36]。
- 首位通過したサウジアラビアも決して無難にW杯出場できたわけではなく、最終戦のイラン戦で4-3と圧勝しなかったため、もしここでさらに1失点し4-4で引き分けた場合は勝ち点で日本、韓国と3か国が並び、得失点差で3位転落しW杯初出場失敗となったため、いかに3チームが激戦を強いられていたかがわかる。

## その後
1994年、日本が出場を逃したワールドカップ・アメリカ大会でアジア勢は奮闘した。サウジアラビアはエースオワイランを中心に躍進。アジア勢として7大会振りのベスト16入りを果たす。土壇場で出場を決めた韓国も勝利を収めることはできなかったが、スペイン戦では試合終了5分前から2点差を追いつき、ドイツ戦でも3点ビハインドから1点差に追い上げ、あと1歩でW杯ベスト16に入るところだったなど前回大会全敗に終わったアジア勢の復活を印象付けた。
ドーハの悲劇から1年後、アジア予選突破・世界大会出場というフル代表が果たせなかった目標は、アンダー世代によって達成された。1994年9月、インドネシアで行われたアジアユース選手権に出場したU-19日本代表は準決勝でU-19イラク代表を3-0で破り、翌年のワールドユースカタール大会出場を決めた。その1ヵ月後、カタールで行われたU-16アジアユース選手権に出場したU-16日本代表は、アル・アリ競技場で行われた決勝戦を山崎光太郎の延長ゴールデンゴールで勝利し、U-17世界選手権エクアドル大会出場を決めた。U-17中心メンバーの小野伸二・高原直泰・稲本潤一らは1999年のワールドユースで準優勝し、「黄金世代」と呼ばれるようになる。
1996年、U-23日本代表がアトランタ五輪アジア最終予選でサウジアラビアと対戦した際には、ハーフタイム中に選手の興奮を鎮めたり、リードした後半に効果的に時間を稼ぐなどドーハの悲劇の教訓が活かされ、28年ぶりの五輪出場が成し遂げられた。
1998年のワールドカップ・フランス大会以降、アジア最終予選はホーム・アンド・アウェー方式で行われるようになった。日本は1997年のアジア最終予選でイランとの3位決定プレーオフに勝利してワールドカップ初出場を決めている（ジョホールバルの歓喜）。1994年大会出場を逃したいわゆる「ドーハ組」の中で、1998年大会の本戦メンバーに選ばれたのは中山雅史と井原正巳の2名のみだった。以後、日本は自国開催枠出場の2002年日韓大会を含め、2026年大会まで8大会連続でワールドカップ出場を果たしている。
2011年、アジアカップ・カタール大会で日本代表は6試合中5試合をドーハで戦い、史上初となる4度目のアジア制覇を成し遂げ、「もうドーハは『悲劇の地』では無くなった」などと言われた。特に初戦のヨルダン戦では、敗色濃厚の後半ロスタイムにショートコーナーからヘディングで同点に追いつくという、まさに18年前の立場を逆にしたかのような試合展開であった。なお、大会中の日本代表は、アル・アリ競技場を練習会場として調整を行なった。
2013年、2014年ワールドカップ・ブラジル大会アジア最終予選においては、『日本 がドーハの地でイラク との最終戦 に臨む』ことが話題となった（試合は1-0で日本が勝利）。
2015年、アジアカップ・オーストラリア大会のグループD第2戦では、ドーハの悲劇にDFとして出場したラディ・シュナイシェルが指揮を執るイラクとブリスベンで対戦し、1-0で日本が勝利した。
2016年、リオデジャネイロ五輪アジア最終予選を兼ね、ドーハでアジアU-23選手権が行われた。準決勝ではU-23日本代表がU-23イラク代表と対戦し、後半48分に決勝点を奪ってリオデジャネイロ五輪本大会出場を決めた。この世代の選手は「ドーハの悲劇」が起きた1993年かそれ以降に生まれた選手たちだった。手倉森誠監督は勝利後のインタビューで「日本サッカー界のことを思えば、ロスタイムで取るあたり歴史を逆転させた。いい勝ち方だなと思う」と述べた。
2022年、ワールドカップ・カタール大会のグループステージにおいて、「ドーハの悲劇」当時のメンバーだった森保一監督が率いる日本代表は、優勝経験国であるドイツ、スペインを相手にそれぞれ2-1で逆転勝利し、ネット上では『ドーハの奇跡』『ドーハの歓喜』が注目ワードとなった。仮にスペイン戦で2-2の同点に追いつかれた場合、他会場で同時進行中のドイツ-コスタリカ戦の結果次第でグループ3位に転落し、敗退するという「ドーハの悲劇」に似たシチュエーションだったが、後半アディショナルタイム7分間をしのぎ切り、グループE1位でベスト16進出を決めた。なお、試合会場はいずれもドーハ近郊のライヤーンに所在するハリーファ国際スタジアムで、アル・アリ競技場とは異なっている。
2024年4月25日、AFC_U23アジアカップ2024の準々決勝で韓国はインドネシアに敗れ、ソウル五輪から続いていた五輪連続出場が9で途絶えたが、試合が行われた場所がドーハだったため、「ドーハの悲劇」とも呼ばれている。